# Copa Beccar Varela 1932
La Copa de Honor Dr. Adrián Beccar Varela 1932 fue la primera edición de dicha copa. Se trató de un torneo oficial no regular organizado por la recientemente creada Liga Argentina de Football.
Fue disputada por los equipos participantes del Campeonato de Primera División 1932.
El campeón fue Racing Club, que resultó vencedor en el grupo final, consiguiendo de esa manera su 10.ª copa nacional.

## Sistema de disputa
Los equipos fueron divididos en 3 grupos de 6 donde se enfrentaron bajo el sistema de todos contra todos a única rueda en canchas neutrales. El vencedor de cada grupo accedió a la fase final.
La fase final, disputada por los 3 vencedores de la fase anterior, se jugó bajo el mismo sistema a única rueda y cancha neutral. El vencedor del triangular se quedó con la copa.

## Equipos participantes
| Equipo             | Ciudad               |
| ------------------ | -------------------- |
| Argentinos Juniors | Buenos Aires         |
| Atlanta            | Buenos Aires         |
| Boca Juniors       | Buenos Aires         |
| Chacarita Juniors  | Buenos Aires         |
| Estudiantes        | La Plata             |
| Ferro Carril Oeste | Buenos Aires         |
| Gimnasia y Esgrima | La Plata             |
| Huracán            | Buenos Aires         |
| Independiente      | Avellaneda           |
| Lanús              | Lanús                |
| Platense           | Buenos Aires         |
| Quilmes            | Quilmes              |
| Racing Club        | Avellaneda           |
| River Plate        | Buenos Aires         |
| San Lorenzo        | Buenos Aires         |
| Talleres           | Remedios de Escalada |
| Tigre              | Victoria             |
| Vélez Sarsfield    | Buenos Aires         |

### Distribución geográfica de los equipos
| Región                 | Cant. | Equipos |
| ---------------------- | ----- | --- |
| Ciudad de Buenos Aires | 10    | Argentinos Juniors, Atlanta, Boca Juniors, Chacarita Juniors, Ferro Carril Oeste, Huracán, Platense, River Plate, San Lorenzo y Vélez Sarsfield |
| Conurbano bonaerense   | 6     | Independiente, Lanús, Quilmes, Racing Club, Talleres (RdE) y Tigre                                                                              |
| Ciudad de La Plata     | 2     | Estudiantes y Gimnasia y Esgrima |

## Primera fase

### Grupo A
| Pos. | Equipo                      | Pts. | PJ | PG | PE | PP | GF | GC | Dif. |
| ---- | --------------------------- | ---- | -- | -- | -- | -- | -- | -- | ---- |
| 01.º | Racing Club                 | 8    | 5  | 3  | 2  | 0  | 13 | 3  | 10   |
| 02.º | Lanús                       | 5    | 5  | 2  | 1  | 2  | 11 | 12 | −1   |
| 03.º | Quilmes                     | 5    | 5  | 1  | 3  | 1  | 7  | 8  | −1   |
| 04.º | Gimnasia y Esgrima La Plata | 5    | 5  | 1  | 3  | 1  | 7  | 8  | −1   |
| 05.º | Talleres                    | 4    | 5  | 1  | 2  | 2  | 6  | 11 | −5   |
| 06.º | Estudiantes de La Plata     | 3    | 5  | 1  | 1  | 3  | 6  | 8  | −2   |

|  | Accedió a la Fase final. |

|  |

#### Resultados
Fecha 1
| 8 de diciembre | Talleres           | 1:1 (0:0) | Quilmes          | Estadio La Doble Visera, Avellaneda |  |
|                | - G. Inchausti 77' |           | - R. Leoncio 63' |                                     |  |

| 8 de diciembre | Gimnasia y Esgrima La Plata     | 2:1 (1:0) | Estudiantes de La Plata | Estadio El Gasómetro, Buenos Aires |  |
|                | - A. Palomino 19' - A. Naón 64' |           | - M. A. Lauri 50'       |                                    |  |

| 8 de diciembre | Racing Club                                                   | 4:2 (1:1) | Lanús                 | Estadio de Brandsen y Del Crucero, Buenos Aires |  |
|                | - R. Bugueyro 12' - V. del Giúdice 47', 53' - A. Barralía 83' |           | - A. Alfonso 20', 60' |                                                 |  |

Fecha 2
Fecha 3
Fecha 4
Fecha 5

### Grupo B
| Pos. | Equipo                 | Pts. | PJ | PG | PE | PP | GF | GC | Dif. |
| ---- | ---------------------- | ---- | -- | -- | -- | -- | -- | -- | ---- |
| 01.º | Boca Juniors           | 8    | 5  | 4  | 0  | 1  | 12 | 6  | 6    |
| 02.º | Ferro Carril Oeste     | 7    | 5  | 3  | 1  | 1  | 9  | 7  | 2    |
| 03.º | San Lorenzo de Almagro | 6    | 5  | 3  | 0  | 2  | 7  | 9  | −2   |
| 04.º | Huracán                | 4    | 5  | 1  | 2  | 2  | 6  | 7  | −1   |
| 05.º | Chacarita Juniors      | 3    | 5  | 1  | 1  | 3  | 6  | 8  | −2   |
| 06.º | Atlanta                | 2    | 5  | 0  | 2  | 3  | 7  | 10 | −3   |

|  | Accedió a la Fase final. |

|  |

### Grupo C
| Pos. | Equipo             | Pts. | PJ | PG | PE | PP | GF | GC | Dif. |
| ---- | ------------------ | ---- | -- | -- | -- | -- | -- | -- | ---- |
| 01.º | Tigre              | 8    | 5  | 3  | 2  | 0  | 8  | 4  | 4    |
| 02.º | Argentinos Juniors | 7    | 5  | 3  | 1  | 1  | 10 | 7  | 3    |
| 03.º | Vélez Sarsfield    | 6    | 5  | 3  | 0  | 2  | 11 | 8  | 3    |
| 04.º | Platense           | 4    | 5  | 2  | 0  | 3  | 5  | 9  | −4   |
| 05.º | River Plate        | 3    | 5  | 1  | 1  | 3  | 3  | 10 | −7   |
| 06.º | Independiente      | 2    | 5  | 1  | 0  | 4  | 10 | 9  | 1    |

|  | Accedió a la Fase final. |

|  |

## Fase final
| Pos | Equipo       | Pts | PJ | PG | PE | PP | GF | GC | DIF |
| --- | ------------ | --- | -- | -- | -- | -- | -- | -- | --- |
| 1.º | Racing Club  | 4   | 2  | 2  | 0  | 0  | 8  | 0  | 8   |
| 2.º | Boca Juniors | 2   | 2  | 1  | 0  | 1  | 3  | 3  | 0   |
| 3.º | Tigre        | 0   | 2  | 0  | 0  | 2  | 0  | 8  | -8  |

Resultados
| 15 de enero | Racing Club                                                                   | 5:0 (3:0) | Tigre | Estadio de River Plate, Buenos Aires |  |
|             | - R. Bugueyro 31', 39' - E. Barrera 32' - V. del Giúdice 84' - A. Fassora 86' |           |       |                                      |  |

| 22 de enero | Boca Juniors                       | 3:0 (1:0) | Tigre | Estadio El Gasómetro, Buenos Aires |  |
|             | - D. Benítez Cáceres 15', 66', 80' |           |       |                                    |  |

| 29 de enero | Racing Club                             | 3:0 (2:0) | Boca Juniors | Estadio La Doble Visera, Avellaneda |  |
|             | - E. Barrera 12', 77' - R. Bugueyro 34' |           |              |                                     |  |

|                                 |
|                                 |
| Campeón Racing Club 1.er título |

## Estadísticas
| Equipo | Equipo                      | Pts | PJ | PG | PE | PP | GF | GC | Dif | Rend   |
| ------ | --------------------------- | --- | -- | -- | -- | -- | -- | -- | --- | ------ |
| 1      | Racing Club                 | 12  | 7  | 5  | 2  | 0  | 21 | 3  | 18  | 85.71% |
| 2      | Boca Juniors                | 10  | 7  | 5  | 0  | 2  | 15 | 9  | 6   | 71.43% |
| 3      | Tigre                       | 8   | 7  | 3  | 2  | 2  | 8  | 12 | -4  | 57.14% |
| 4      | Argentinos Juniors          | 7   | 5  | 3  | 1  | 1  | 10 | 7  | 3   | 70%    |
| 5      | Ferro Carril Oeste          | 7   | 5  | 3  | 1  | 1  | 9  | 7  | 2   | 70%    |
| 6      | Vélez Sarsfield             | 6   | 5  | 3  | 0  | 2  | 11 | 8  | 3   | 60%    |
| 7      | San Lorenzo de Almagro      | 6   | 5  | 3  | 0  | 2  | 7  | 9  | -2  | 60%    |
| 8      | Lanús                       | 5   | 5  | 2  | 1  | 2  | 11 | 12 | -1  | 50%    |
| 9      | Gimnasia y Esgrima La Plata | 5   | 5  | 1  | 3  | 1  | 7  | 8  | -1  | 50%    |
| 9      | Quilmes                     | 5   | 5  | 1  | 3  | 1  | 7  | 8  | -1  | 50%    |
| 11     | Huracán                     | 4   | 5  | 1  | 2  | 2  | 6  | 7  | -1  | 40%    |
| 12     | Platense                    | 4   | 5  | 2  | 0  | 3  | 5  | 9  | -4  | 40%    |
| 13     | Talleres                    | 4   | 5  | 1  | 2  | 2  | 6  | 11 | -5  | 40%    |
| 14     | Chacarita Juniors           | 3   | 5  | 1  | 1  | 3  | 6  | 8  | -2  | 30%    |
| 15     | Estudiantes de La Plata     | 3   | 5  | 1  | 1  | 3  | 6  | 8  | -5  | 30%    |
| 16     | River Plate                 | 3   | 5  | 1  | 1  | 3  | 3  | 10 | -7  | 30%    |
| 17     | Independiente               | 3   | 5  | 1  | 0  | 4  | 10 | 9  | 1   | 20%    |
| 18     | Atlanta                     | 2   | 5  | 0  | 2  | 3  | 7  | 10 | -3  | 20%    |